# Chtelnica
Chtelnica es un municipio del distrito de Piešťany en la región de Trnava, Eslovaquia, con una población estimada a final del año 2024 de 2510 habitantes.
Se encuentra ubicado en el centro-este de la región, cerca del río Váh (cuenca hidrográfica del Danubio) y de la región de Nitra.

## Demografía
| Año        | 1994 | 2004    | 2014    | 2024    |
| ---------- | ---- | ------- | ------- | ------- |
| Población  | 2524 | 2551    | 2593    | 2510    |
| Diferencia |      | +1,06 % | +1,64 % | −3,20 % |

| Año        | 2023 | 2024    |
| ---------- | ---- | ------- |
| Población  | 2529 | 2510    |
| Diferencia |      | −0,75 % |